# Josef Bernard (politik mladočechů)
Josef Bernard (17. února 1844 Modřice u Turnova – 7. července 1905 Svijany-Podolí) byl rakouský a český podnikatel a politik, na přelomu 19. a 20. století poslanec Českého zemského sněmu.

## Biografie
Vystudoval nižší gymnázium v Mladé Boleslavi a vyšší gymnázium v Jičíně. Pak se věnoval podnikání. Profesí byl majitelem válcového mlýna v Podolí (část města Svijany). Mlýn koupil roku 1882. Koncem 19. století působil i jako okresní starosta v Turnově.
V polovině 90. let 19. století se zapojil i do zemské politiky. Ve volbách v roce 1895 byl zvolen v kurii venkovských obcí (volební obvod Turnov) do Českého zemského sněmu. Politicky patřil k mladočeské straně.

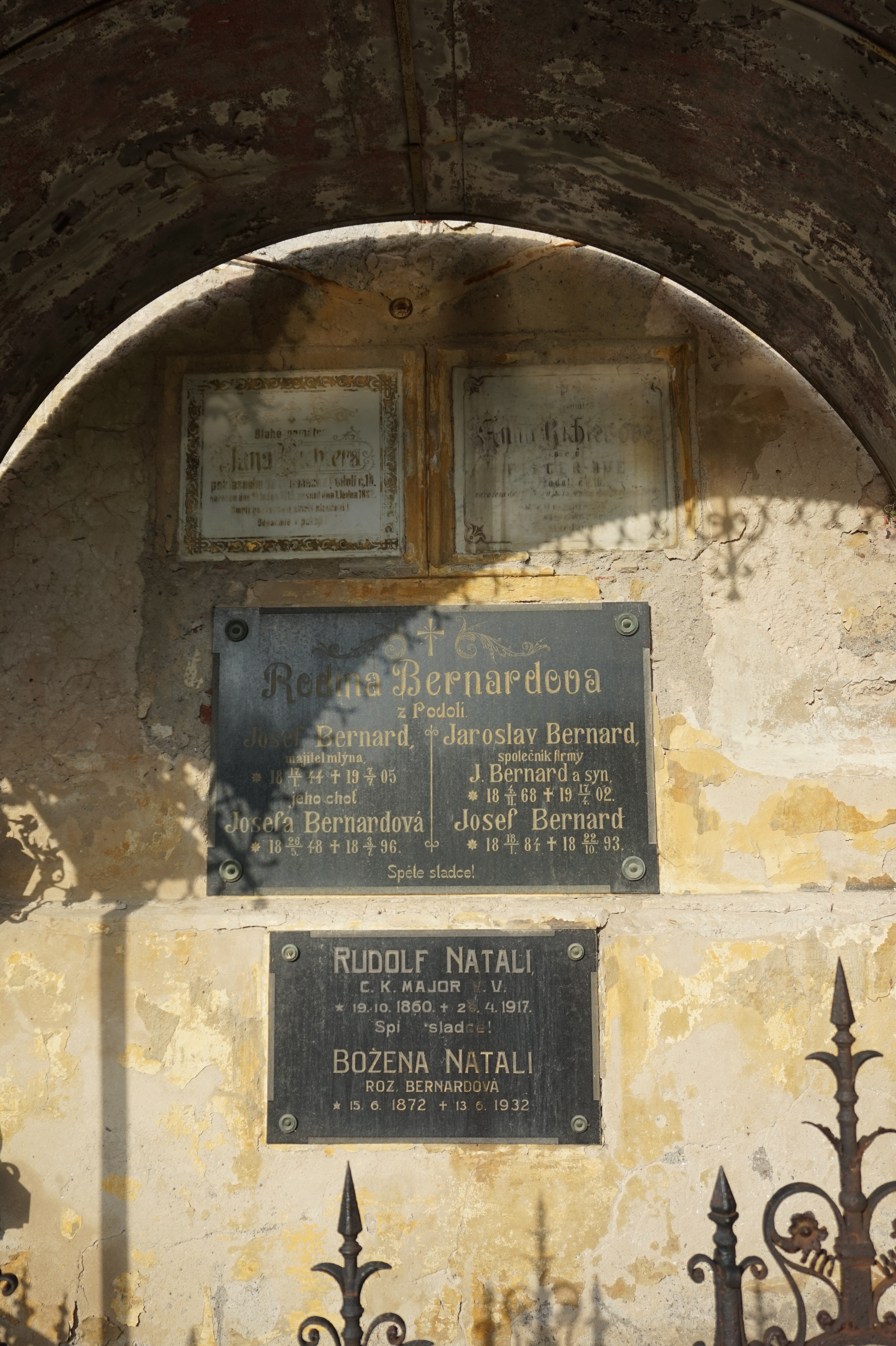
Hrob Josefa Bernarda u kostela v Loukově

Zemřel v červenci 1905. Pohřben byl na hřbitově v Loukově.